# Aeroportul Norrköping
Aeroportul Norrköping (IATA: NRK, ICAO: ESSP) este un aeroport din Comuna Norrköping, Östergötlands län, Suedia ce deservește zona Norrköping. Aeroportul a fost tranzitat în 2022 de 40.186 de pasageri. A fost deschis în 1934.
Situat la o altitudine de 5 m, aeroportul dispune de 1 pistă. Este operat de Comuna Norrköping.

## Infrastructură

### Piste
Aeroportul dispune de o singură pistă. Pista 09/27 are suprafața de asfalt și dimensiunile 2.203 m × 45 m. 